# 3-sfera

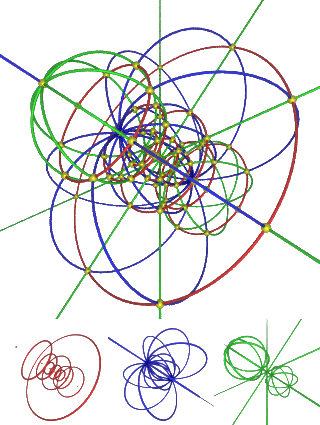
Proiezione stereografica degli elementi della 3-sfera: paralleli (in rosso), meridiani (in blu) e ipermeridiani (in verde). Tutte le curve sono cerchi (alcuni di raggio infinito, quindi rette), e in proiezione appaiono intersecarsi sempre ad angolo retto.

La 3-sfera è una figura geometrica nello spazio euclideo 4-dimensionale, in particolare è l'analogo in questo spazio della sfera. È definita come il luogo dei punti equidistanti da un punto fissato.
La 3-sfera è chiamata spesso ipersfera, anche se con lo stesso termine si indicano tutte le n-sfere con n ≥ 3.
Così come la sfera ordinaria, chiamata anche 2-sfera, è una superficie (varietà) bidimensionale che fa da bordo alla palla tridimensionale, la 3-sfera è una varietà tridimensionale che fa da bordo alla palla 4-dimensionale.

## Definizione
In termini di coordinate, una 3-sfera centrata in C (C0, C1, C2, C3) ed avente raggio r è l'insieme dei punti x (x0, x1, x2, x3) nello spazio R4 tali che
{\displaystyle \sum _{i=0}^{3}(x_{i}-C_{i})^{2}=(x_{0}-C_{0})^{2}+(x_{1}-C_{1})^{2}+(x_{2}-C_{2})^{2}+(x_{3}-C_{3})^{2}=r^{2}.}
Si chiama 3-sfera unitaria o S3 quella con centro nell'origine e raggio unitario:
{\displaystyle S^{3}=\left\{(x_{0},x_{1},x_{2},x_{3})\in \mathbb {R} ^{4}:x_{0}^{2}+x_{1}^{2}+x_{2}^{2}+x_{3}^{2}=1\right\}.}
Se si considera R4 come lo spazio a due coordinate complesse (C2), o quaternione (H), la 3-sfera unitaria è data dalla relazione
{\displaystyle S^{3}=\left\{(z_{1},z_{2})\in \mathbb {C} ^{2}:|z_{1}|^{2}+|z_{2}|^{2}=1\right\}}
oppure da
{\displaystyle S^{3}=\left\{q\in \mathbb {H} :|q|=1\right\}.}
L'ultima definizione mostra che la 3-sfera è l'insieme di tutti i quaternioni unitari, ossia con modulo pari all'unità.

## Proprietà

### Proprietà elementari
Il volume 3-dimensionale (o iperarea) della 3-sfera di raggio r è pari a
{\displaystyle 2\pi ^{2}r^{3}}
mentre l'ipervolume (il volume della regione 4-dimensionale racchiusa dalla 3-sfera) vale
{\displaystyle {\begin{matrix}{\frac {1}{2}}\end{matrix}}\pi ^{2}r^{4}.}
Ogni intersezione non vuota di una 3-sfera con un iperpiano tridimensionale è una 2-sfera, ossia una sfera convenzionale, oppure un singolo punto (nel caso di tangenza).

### Proprietà topologiche
Una 3-sfera è una varietà 3-dimensionale compatta, connessa e senza bordo. Inoltre è un insieme semplicemente connesso: ogni curva chiusa sulla sua superficie può essere ristretta ad un singolo punto senza lasciare la 3-sfera. Secondo la congettura di Poincaré, dimostrata nel 2002 da Grigorij Perel'man, la 3-sfera (a meno di omeomorfismo) è l'unica figura con queste proprietà.

## Nella letteratura
In un articolo pubblicato sull'American Journal of Physics, Mark A. Peterson suggerisce che la cosmologia dantesca sia modellata secondo una 3-sfera; anche Carlo Rovelli ha espresso la stessa opinione.